# Géo Trouvetou
Pour les articles homonymes, voir Géo Trouvetout (homonymie) et Trouvetou.
Géo Trouvetou (Gyro Gearloose en version originale), parfois écrit Géo Trouvetout, est un personnage de fiction de l'univers des canards créé en mai 1952 par Carl Barks pour les studios Disney.

## Historique
L'expression explicite « Trouvetout » est un jeu de mots antérieur au personnage de Disney.
Apparu pour la première fois dans Un sou pas fétiche (Gladstone's Terrible Secret) parue en mai 1952 dans le numéro 140 de Walt Disney's Comics and Stories, c'est un inventeur prolifique mais pas toujours de choses utiles ou efficaces. Néanmoins, il reste un inventeur très demandé. Il est même indispensable pour Picsou et Fantomiald. Il lui arrive à plusieurs reprises de fournir accidentellement aux Rapetou un moyen de voler l'argent de Picsou. Heureusement, Géo a l'intelligence nécessaire pour pouvoir déjouer les plans de ces bandits.

## Inventions notables

### Dans les bandes dessinées
Les boîtes pensantes : Apparue dans l'histoire de Carl Barks La Boîte à Géo (The Think Box Bollix) en juin 1952, cette invention permet de donner la capacité aux animaux (non-anthropomorphes) de parler et d'agir comme des êtres humains.
Le traducteur universel : Cet appareil permet de traduire toutes les langues au monde y compris le langage des animaux. Il apparaît pour la première fois dans l'histoire Le Traducteur universel (The Cat Box).

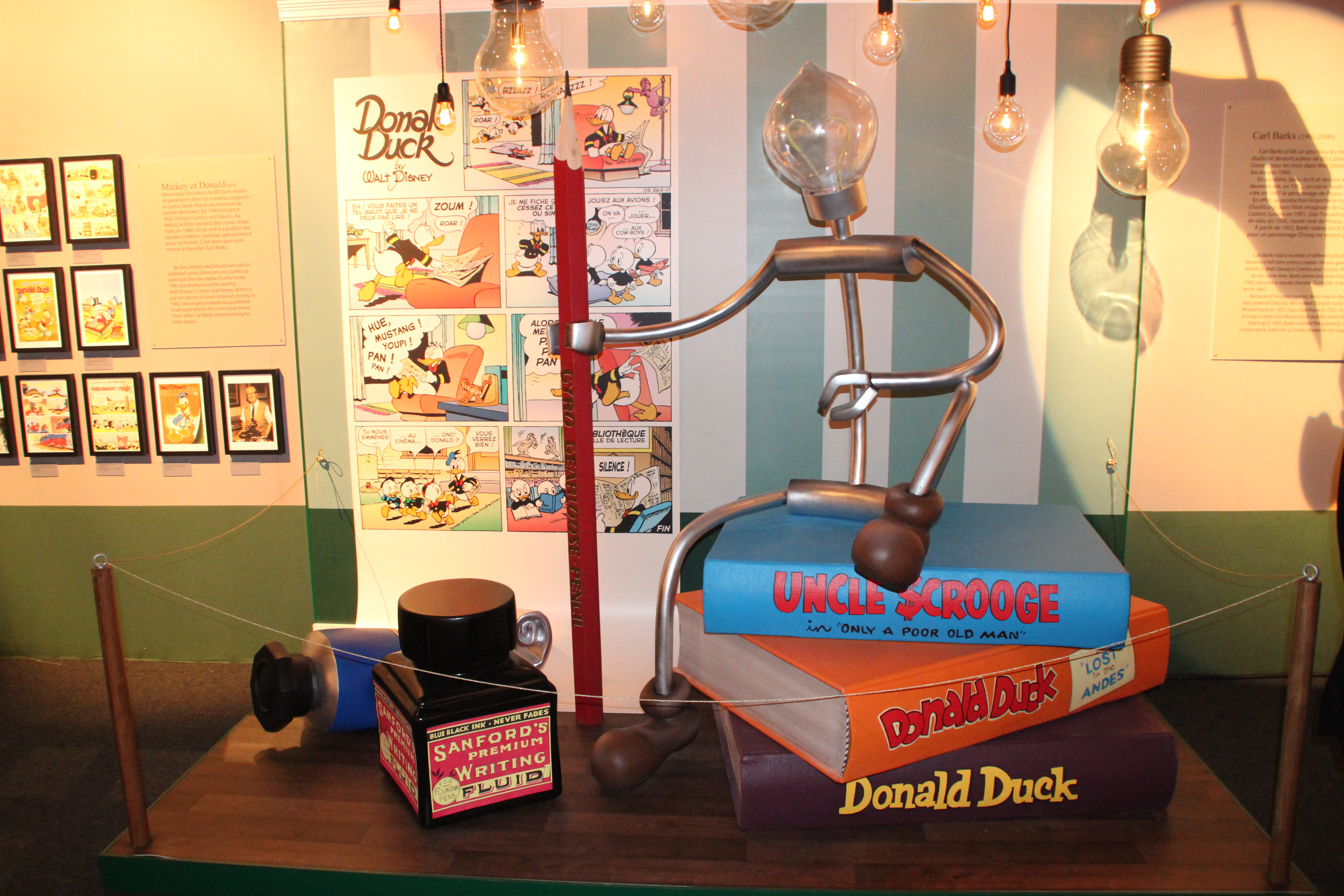
Filament, petit robot de Géo, représenté au Festival international de la bande dessinée d’Angoulême en 2013.

Filament (Little Helper) : C'est un petit robot muet mais très intelligent, dont la tête est une ampoule (d'où son nom français), apparu en septembre 1956 dans Le Traducteur universel (The Cat Box). C'est l'ami fidèle de Géo. Dans La Première Invention de Géo Trouvetou (Gyro's First Invention) publiée en 2002 pour le 50e anniversaire du personnage, Don Rosa raconte comment Filament fut la première des inventions de Géo.
Le vélo soucoupe : C'est un engin permettant de se déplacer librement dans les airs. Cet appareil est apparu pour la première fois dans l'histoire Le vélo soucoupe (The Stubborn Stork) de Carl Barks .
Le nididé : Pour stimuler son cerveau en vue de créer de nouvelles inventions, Géo se coiffe du « nididé » (Gyro's thinking cap), couvre-chef en forme de toit de maison miniature, surmonté d'une cheminée. Au sommet de celle-ci se trouve un nid peuplé de trois corbeaux. Quand Géo porte le nididé, les pattes des corbeaux touchent le haut de son crâne et le grattent, stimulant ses facultés créatrices. Quand les volatiles caquettent, Géo a une idée. Sa première apparition se trouve dans l'histoire Géo Trouvetou, chevalier (Time Will Tell), scénarisée par Vic Lockman et Phil DeLara.
Posty : C'est une boîte aux lettres intelligente, conçu sur le même modèle que Filament, qui apparaît en septembre 1965 dans l'histoire La boîte aux lettres de Géo (The Two-legged Mailbox) scénarisée par Vic Lockman et Tony Strobl.
Différents gadgets pour Fantomiald : Dans l'histoire Le vengeur diabolique ! (Paperinik il diabolico vendicatore), Donald lui demande de fabriquer son équipement pour qu'il puisse devenir Fantomiald. C'est dans l'histoire Fantomiald à la rescousse ! (Papernik alla riscossa) que Géo lui présente ses inventions. Il a truqué la 313 (voiture de Donald) en trafiquant sa vitesse et en ajoutant des propulseurs et la possibilité d'envoyer du gaz éternuant. Un pulvérisateur de gaz "change-couleur" permet de modifier la couleur de la 313 entre rouge et noire facilement. Il a également modifié sa maison dont un ascenseur dans sa penderie pour accéder à son repaire.
Le Careff : Il s'agit d'un "caramel effaceur", permettant d'effacer les souvenirs. Géo l'utilise sur lui même à chaque fois pour oublier l'identité de Fantomiald et être sûr de pouvoir garder le secret. Cette invention est également présentée pour la première fois dans l'histoire Fantomiald à la rescousse ! (Papernik alla riscossa),.
Le Dissoutou : Également appelé le Dissolvant Universel, c'est une substance noire capable de dissoudre tous les matériaux à l'exception du diamant. Il est apparu dans l'histoire Le Dissoutou (The Universal Solvent) de Don Rosa. Par la suite, Arpène Lucien (Arpin Lusene en VO) va voler le dissoutou pour pouvoir créer son armure invincible et devenir « le Chevalier noir » dans l'histoire Picsou contre le Chevalier noir (The Black Knight), également de Don Rosa.

### Dans les dessins animés
Machine Temporelle : Dans l'épisode Le Chevalier Géo de Trouvetou (Sir Gyro de Gearloose) de la saison 1 de La Bande à Picsou de 1987, Géo créé une machine à voyager dans le temps dans le but de retourner au Moyen Âge afin de pouvoir être apprécié là-bas pour autre chose que sa nature d'inventeur. Cette machine sera ensuite reprise dans l'épisode Le contrôleur du temps (Time Teasers) et on la retrouvera dans le reboot de la série à l'occasion de deux épisodes de la saison 2 : Picsou, le hors-la-loi ! (The Outlaw Scrooge McDuck!) et Tempête temporelle ! (Timephoon!). Dans les deux séries, cet appareil à la forme d'une baignoire et est d'ailleurs appelé en anglais "time-tub" (on pourrais traduire par "baignoire temporelle").
L'armure de Robotik : Dans l'épisode Argent liquide (Super Ducktales, part 1 : Liquid Assets) de la saison 2 de La Bande à Picsou de 1987, Géo a confectionné une armure que Gérard Mentor va activer par accident en employant le mot "Cornemuse". Géo a utilisé ce mot de passe en croyant qu'il était démodé et que personne ne l'utiliserait. C'est à ce moment que Gérard Mentor deviendra Robotik et donc un super-héros. Cette invention sera réutilisée dans le reboot de la série à partir de l'épisode Attention au C.O.P.A.I.N. (Beware the B.U.D.D.Y. System !) dans la saison 1.
B.O.Y.D. : Ce robot humanoïde à l'apparence d'un enfant du nom de B.O.Y.D. (Beaks Optimistic Youth Droid) apparaît pour la première fois dans l'épisode Joyeux anniversaire, Castor Major ! (Happy Birthday, Doofus Drake!) de la saison 2 de La Bande à Picsou de 2017. Il est en premier lieu montré comme appartenant à Mark Beaks mais il sera révélé plus tard, dans l'épisode Un vrai petit garçon ! (Astro B.O.Y.D.!) de la saison 3 qu'il est en réalité une création de Géo du nom de 2-BO. En effet, ce dernier l'a abandonné à cause d'un dysfonctionnement, provoqué en réalité par une modification de l'ancien mentor de Géo, le docteur Akita, pour une utilisation malveillante. Géo finira par reprogrammer le robot et se réconcilier avec lui. Comme indiqué par le titre original de l'épisode, B.O.Y.D. est inspiré du manga Astro, le petit robot (Astro Boy en version anglaise) de Osamu Tezuka,.

## Entourage
Suivant les histoires, il est doté d'un grand-père, Grégoire Trouvetou (Ratchet Gearloose en VO) en 1959, d'un neveu, Pascal Neutron (Newton ou Giggy en VO) en 1966, d'un père, Fulton Trouvetou (Fulton Gearloose en VO) en 1992 et d'une petite amie, Dana Data en 1999. En 1998, Géo fait la connaissance d'un de ses lointains descendants, Chip Gearloose, grâce à une machine à voyager dans le temps.
En 2011, Géo est doté d'un arrière-grand-père, Albert Trouvetou (Copernico Pitagorico en VO italienne). Cela dit, certaines versions françaises le considèrent comme son grand-oncle. Il apparaît uniquement dans les histoires de Fantomius. Albert possède également un frère jumeau "maléfique" du nom de Nikola Trouvetou (Cartesio Pitagorico).
Il possède également un ennemi récurrent du nom de Oscar Rapace (Emil Eagle). Il est lui aussi un grand inventeur mais au service du mal, une sorte de savant fou. Il apparaît pour la première fois en 1966 dans l'histoire Géo s'amuse ! (The Evil Inventor) de Vic Lockman et Jack Bradbury,.

## Apparitions

### Bandes dessinées
Depuis 1952, Géo Trouvetou est apparu dans plus de 6800 histoires ou gags, dont environ 2500 ont été publiés en France. Le site INDUCKS recense en août 2021 selon les pays et les producteurs:
- États-Unis :
  - Strips quotidiens : 204 histoires
  - Comic-books américains: 488 histoires
  - Planches hebdomadaires : 31 histoires
  - Histoires Studio (années 1960-1991): 332 histoires
  - Gladstone / Another Rainbow: 10 histoires
  - Disney Studio (années 1990): 12 histoires
  - Marvel / Acclaim : 1
- Italie : Mondadori / Disney Italia : 2412 histoires
- Danemark : Gutenberghus / Egmont : 1476 histoires
- Pays-Bas : Oberon / GP / VNU : 1025 histoires
- Brésil : Abril : 583 histoires
- France : Édi-Monde / Disney Hachette Presse : 181 histoires
- Allemagne : Ehapa : 83 histoires

### Dessins animés

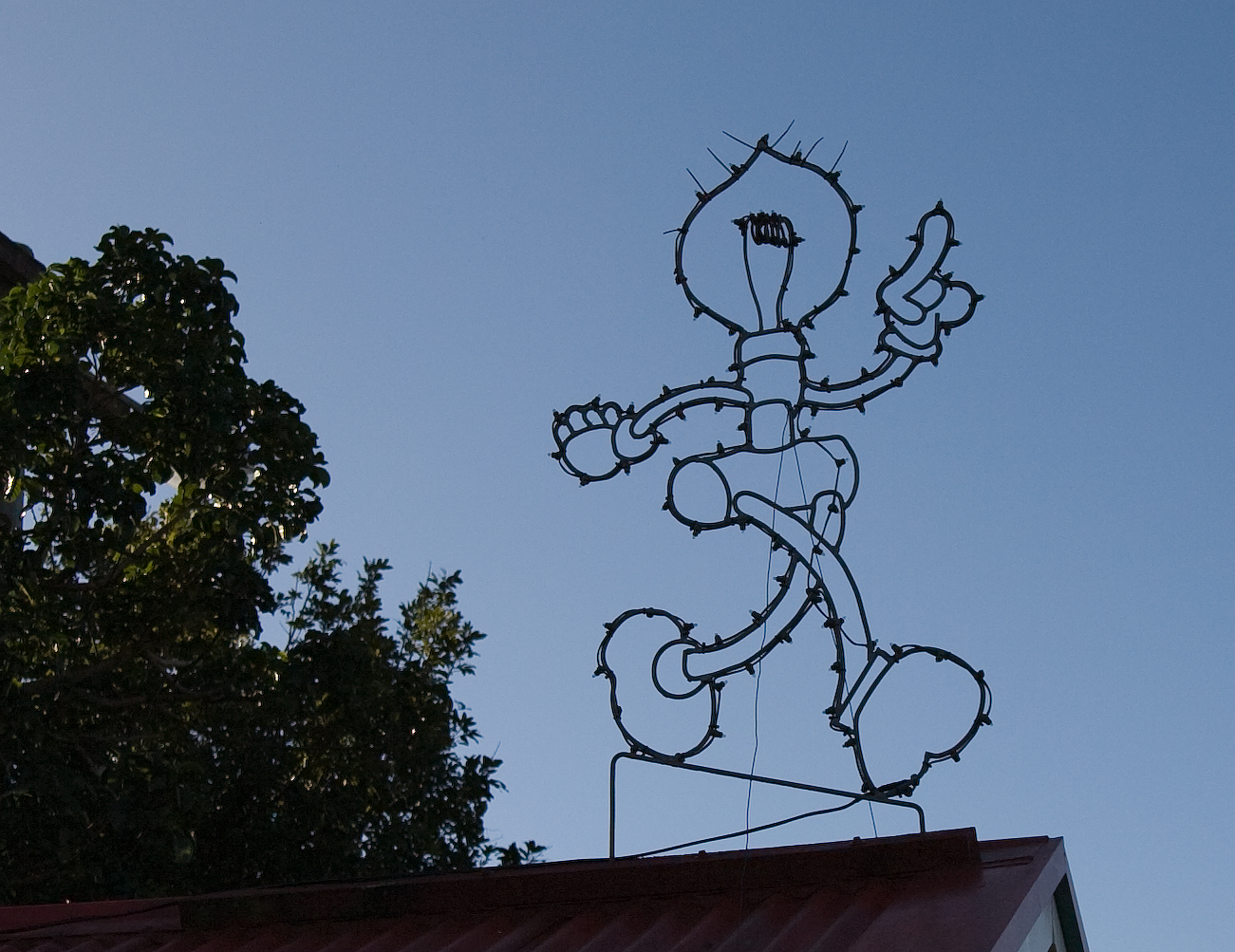
Guirlande électrique en forme du personnage Filament, installée sur un toit.

Géo fait sa première apparition en 1987 dans le court métrage Fou de foot. Il est doublé par Will Ryan.
Toujours en 1987 mais quelques mois plus tard, Géo rejoint La Bande à Picsou pour des apparitions régulières. Son personnage reste très fidèle à la version de Carl Barks, aussi bien au niveau du design ou du caractère (il est créatif mais naïf). Il est alors doublé par Hal Smith en version originale.
Géo fait également un brève apparition non-parlante en 2014 dans la série Mickey Mouse, à l'occasion de l'épisode L'Œuf mystérieux (Down The Hatch).
Mais c'est en 2017 que Géo revient véritablement sur les écrans dans le reboot de La Bande à Picsou. Cette série nous présente une nouvelle version du personnage, différente de l'originale. En effet Géo nous est présenté comme quelqu'un d'irascible, ne s'intéressant qu'à la science et méprisant ses contemporains. Ses inventions ont tendance à devenir maléfiques comme Filament, passant du compagnon bienveillant à un dangereux et violent robot. Physiquement, il a également un look beaucoup plus froid que l'original avec notamment des cheveux blancs. Dans cette série, il est doublé par Jim Rash en version originale.
Il fait également une courte apparition non-parlante dans les épisodes Les écureuils martiens (The Martian Chipmunks) et Panique à bord (Cruisin' for a Bruisin) de la série Les Aventures au Parc de Tic et Tac.

#### Filmographie
- 1987 : Fou de foot (Sport Goofy in Soccermania) (court métrage)
- 1987-1990 : La Bande à Picsou (DuckTales) (série télévisée)
- 2013-2019 : Mickey Mouse (série télévisée) (caméo)
- 2017-2021 : La Bande à Picsou (DuckTales) (série télévisée)
- 2023 : Les Aventures au Parc de Tic et Tac (Chip 'n' Dale: Park Life) (série télévisée) (caméo)

## Nom en différentes langues
- Allemagne : Daniel Düsentrieb
- Angleterre : Gyro Gearloose
- Belgique : Gyro Gyroscope (nl), Geo Trouvetou(t)(fr)
- Brésil : Prof. Pardal
- Bulgarie : Хари Хлопдъск
- Chili : Giro Sintornillos
- Chine : 吉罗
- Colombie : Ciro Peraloca
- Danemark : Georg Gearløs
- Espagne : Ungenio Tarconi
- Estonie : Leidur Leo
- Finlande : Pelle Peloton
- France : Géo Trouvetou(t), Gyro Sanfrein
- Grèce : Κύρος Γρανάζης
- Hongrie : Szaki Dani
- Indonésie : Lang Ling Lung
- Islande : Georg Gírlaus
- Italie : Archimede Pitagorico
- Japon : ジャイロ・ギアルース
- Lettonie : Bruno Bezbremze
- Mexique : Ciro Peraloca
- Norvège : Petter Smart, Goggen Skrueløs
- Pays-Bas : Willie Wortel
- Pologne : Diodak
- Portugal : Prof. Pardal
- Québec : Gyro Gearloose
- Russie : Винт Разболтайло
- Serbie : Proka
- Slovaquie : Gryo Cynálezca
- Slovénie : Profesor Umnik
- Suède : Oppfinnar-Jocke Johansson, Doktor Jocke, Jockbert, Jockimes, Joxl
- République tchèque : Šikula

## Autour du personnage
- À noter qu'un « Géo Trouvetou » est un terme parfois utilisé pour désigner une personne inventive et ingénieuse[47].
- Son nom français "Trouvetou" est un jeu de mots concernant sa qualité d'inventeur prolifique, contractant les mots "trouve" et "tout"[48].